# San Juan del Puerto

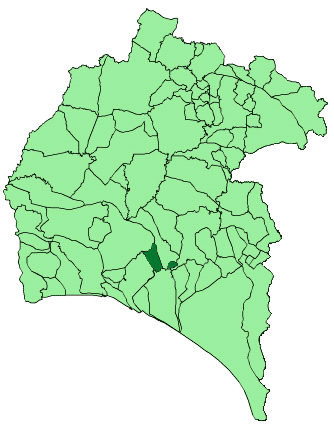
Localização de San Juan del Puerto

San Juan del Puerto é um município da Espanha na província de Huelva, comunidade autónoma da Andaluzia, de área 45 km² com população de 7520 habitantes (2007) e densidade populacional de 144,43 hab/km².

## Demografia
| Variação demográfica do município entre 1991 e 2004 | Variação demográfica do município entre 1991 e 2004 | Variação demográfica do município entre 1991 e 2004 | Variação demográfica do município entre 1991 e 2004 |
| --------------------------------------------------- | --------------------------------------------------- | --------------------------------------------------- | --------------------------------------------------- |
| 1991                                                | 1996                                                | 2001                                                | 2004                                                |
| 5732                                                | 5990                                                | 5995                                                | 6560                                                |